# Фінал Кубка володарів кубків 1967
Фінал Кубка володарів кубків 1967 — футбольний матч для визначення володаря Кубка володарів кубків УЄФА сезону 1966/67, 7-й фінал змагання між володарями національних кубків країн Європи. 
Матч відбувся 31 травня 1967 року у Нюрнберзі за участю володаря Кубка Шотландії 1965/66 «Рейнджерса» та володаря Кубка Німеччини 1966 «Баварії». Гра завершилася перемогою німців у додатковий час з рахунком 1-0, які здобули свій перший титул володарів Кубка володарів кубків.

## Шлях до фіналу
| Баварія         | Баварія   | Баварія     | Баварія        | 1966/67      | Рейнджерс           | Рейнджерс  | Рейнджерс   | Рейнджерс      |
| --------------- | --------- | ----------- | -------------- | ------------ | ------------------- | ---------- | ----------- | -------------- |
| Суперник        | Результат | Перший матч | Повторний матч | Раунд        | Суперник            | Результат  | Перший матч | Повторний матч |
| Татран          | 4–3       | 1–1 (Г)     | 3–2 (Д)        | Перший раунд | Гленторан           | 5–1        | 1–1 (Г)     | 4–0 (Д)        |
| Шемрок Роверс   | 4–3       | 1–1 (Г)     | 3–2 (Д)        | Другий раунд | Боруссія (Дортмунд) | 2–1        | 2–1 (Д)     | 0–0 (Г)        |
| Рапід (Відень)  | 2–1       | 0–1 (Г)     | 2–0 дч (Д)     | 1/4 фіналу   | Реал Сарагоса       | 2–2 монета | 2–0 (Д)     | 0–2 дч (Г)     |
| Стандард (Льєж) | 5–1       | 2–0 (Д)     | 3–1 (Г)        | 1/2 фіналу   | Славія (Софія)      | 2–0        | 1–0 (Г)     | 1–0 (Д)        |

## Деталі
| 31 травня 1967 |

| Баварія  | 1:0 дч   | Рейнджерс |
| -------- | -------- | --------- |
| Рот 109' | Протокол |           |

| Штедтішес Штадіон, Нюрнберг Глядачів: 69 480 Арбітр: Кончетто Ло Белло |

| Баварія | Рейнджерс |

| В                  |  | Зепп Маєр         |
| З                  |  | Петер Купфершмідт |
| З                  |  | Вернер Ольк (к)   |
| З                  |  | Ганс Новак        |
| З                  |  | Франц Бекенбауер  |
| ПЗ                 |  | Дітер Коулманн    |
| ПЗ                 |  | Франц Рот         |
| Н                  |  | Рудольф Нафцигер  |
| Н                  |  | Райнер Ольгаузер  |
| Н                  |  | Герд Мюллер       |
| Н                  |  | Дітер Бреннінгер  |
| Головний тренер:   |  |                   |
| Златко Чайковський |  |                   |

| В                |  | Норрі Мартін    |
| З                |  | Сенді Джардін   |
| З                |  | Кай Йогансен    |
| З                |  | Давід Прован    |
| З                |  | Ронні Маккіннон |
| ПЗ               |  | Джон Грейг (к)  |
| ПЗ               |  | Дейв Сміт       |
| ПЗ               |  | Віллі Гендерсон |
| ПЗ               |  | Віллі Джонстон  |
| Н                |  | Алекс Сміт      |
| Н                |  | Роджер Гинд     |
| Головний тренер: |  |                 |
| Скот Саймон      |  |                 |